# رودی باربیه
رودی باربیه (فرانسوی: Rudy Barbier‎؛ زادهٔ ۱۸ دسامبر ۱۹۹۲) دوچرخه‌سوار اهل فرانسه است.
از باشگاه‌هایی که در آن رکاب زده‌است می‌توان به تیم دوچرخه‌سواری آرمی دو تر، روبه–لیل متروپول و آژ۲آر لا موندیال اشاره کرد.